# ريتشل كلارك
ريتشل كلارك (بالإنجليزية: Rachel Clark)‏ هي عارضة أمريكية، ولدت في 12 فبراير 1989 في ويست بالم بيتش في الولايات المتحدة.

## روابط خارجية
- ريتشل كلارك على موقع دليل عارضات الأزياء (الإنجليزية)